# Еціо Фріджеріо
Е́ціо Фрідже́ріо (італ. Ezio Frigerio; 16 липня 1930, Ерба, Комо, Італія — 2 лютого 2022) — італійський сценограф, художник кіно, художник по костюмах.

## Біографія
Еціо Фріджеріо народився 16 липня 1930 року в місті Ерба (провінція Комо, Італія). Вивчав архітектуру в Політехнічному інституті Мілана, відвідував Міланську Академію витончених мистецтв Брера. У 1955 році познайомився з Джорджо Стрелером і як художник по костюмах почав співпрацювати з міланським Piccolo Teatro. Незабаром він став постійним художником Джорджо Стрелера упродовж багатьох десятиліть. Фріджеріо створив декорації і костюми до таких знаменитих постановок Стрелера як «Гірські велетні» Л. Піранделло (1966), «Свята Іоанна різниць» Б. Брехта (1970), «Король Лір» В. Шекспіра (1972), «Гроза» А. Стріндберга (1980), «Слуга двох панів» К. Гольдоні (1973), «Ілюзія» П. Корнеля (1984), «Велика магія» Едуардо Де Філіппо (1985), «Острів рабів» П. Маріво (1994) та інших.
Здійснені Фріджеріо разом з Джорджо Стрелером постановки опер «Симон Боканегра» (1971) і «Фальстаф» (1980) Дж. Верді, «Лоенгрін» Р. Вагнера (1981), «Весілля Фігаро» (1973), «Дон Жуан» (1987) і «Так поступають усі жінки» В. А. Моцарта (1998) отримали світове визнання і стали класикою оперного театру XX століття. У найбільших театрах світу він оформив більше 250 вистав.
Проривом в розвитку сучасної сценографії стали роботи Фріджеріо в царині музичного театру. Він співпрацював з Едуардо Де Філіппо («Дон Паскуале» Г. Доніцетті), Лукою Ронконі в Ла Скала («Ернані» Дж. Верді), Ліліаною Кавані в Паризькій національній опері («Медея» Л. Керубіні), Нурією Есперт в театрі Ла Монне у Брюсселі («Електра» Р. Штрауса). Фріджеріо створив сценографію для багатьох знаменитих балетних спектаклів, співпрацював з Роланом Петі, Беппе Менегатті, Юрієм Григоровичем та Рудольфом Нурєєвим, разом з яким здійснив постановку балету «Ромео і Джульєтта» С. Прокоф'єва на сцені Ла Скала (1979).
У 1962 році зі знайомства з режисером Вітторіо Де Сіка почалася кар'єра Фріджеріо в кінематографі («Відлюдники Альтони», 1962; «Вчора, сьогодні, завтра», 1963; «Бум», 1963). Він співпрацював з видатними режисерами італійського та європейського кіно, у тому числі з Ліліаною Кавані («Франциск Асизький», 1966; «Галілео», 1968; «Канібали», 1970), Бернардо Бертолуччі («Двадцяте століття», 1976 г), Жаном-Полем Раппно («Сірано де Бержерак», 1990), Фолькером Шльондорфом («Лісовий цар», 1996), Мауро Болоньїні, Франко Россі, Ренато Кастеллані та іншими.
Еціо Фріджеріо є автором надгробного пам'ятника Рудольфу Нурієву на цвинтарі Сен-Женев'єв-де-Буа.

## Фільмографія
| Рік  |     | Назва українською       | Оригінальна назва              | Художник                 |
| ---- | --- | ----------------------- | ------------------------------ | ------------------------ |
| 1961 |     | Кращі вороги            | The Best of Enemies            | по костюмах              |
| 1962 |     | Відлюдники Альтони      | I sequestrati di Altona        |                          |
| 1963 |     | Бум                     | Il boom                        |                          |
| 1963 |     | Вчора, сьогодні, завтра | Ieri, oggi, domani             |                          |
| 1966 | т/ф | Франциск Ассізький      | Francesco d'Assisi             | постановник, по костюмах |
| 1967 |     | Шевальє Де Мопен        | Madamigella di Maupin          |                          |
| 1968 |     | Галілео                 | Galileo                        | по костюмах              |
| 1969 | т/с | Брати Карамазови        | I fratelli Karamazov           | по костюмах              |
| 1970 |     | Канібали                | I cannibali                    | постановник, по костюмах |
| 1971 | т/с | Життя Леонардо да Вінчі | La vita di Leonardo da Vinci   | постановник, по костюмах |
| 1976 |     | Двадцяте століття       | Novecento                      |                          |
| 1978 | т/ф | Дон Карло               | Don Carlo                      | постановник, по костюмах |
| 1978 | т/ф | Сірано де Бержерак      | Cyrano de Bergerac             | постановник, по костюмах |
| 1980 | т/ф | Кармен                  | Carmen                         | постановник, по костюмах |
| 1980 | т/ф | Одруження Фігаро        | Les noces de Figaro            |                          |
| 1982 | т/ф | Ернані                  | Ernani                         |                          |
| 1985 | т/ф | Франческа да Ріміні     | Francesca da Rimini            |                          |
| 1987 | т/ф | Дон Жуан                | Don Giovanni                   |                          |
| 1988 | т/ф | Трубадур                | Il trovatore                   |                          |
| 1988 | т/ф | Севільський цирюльник   | Il barbiere di Siviglia        |                          |
| 1990 |     | Сірано де Бержерак      | Cyrano de Bergerac             |                          |
| 1991 | т/ф | Дім Бернарди Альби      | The House of Bernarda Alba     |                          |
| 1993 |     | Луї, король — дитя      | Louis, enfant roi              |                          |
| 1994 | т/ф | Баядерка                | La Bayadère                    |                          |
| 1995 |     | Гусар на даху           | Le hussard sur le toit         |                          |
| 1996 |     | Лісовий цар             | Der Unhold                     |                          |
| 2000 | т/ф | Спляча красуня          | La belle au bois dormant       |                          |
| 2000 | т/ф | Гамлет                  | Hamlet                         |                          |
| 2000 | т/ф | Ромео і Джульєтта       | Romeo e Giulietta              |                          |
| 2001 | т/ф | Отелло                  | Otello                         |                          |
| 2004 | т/ф | Тоска                   | Tosca                          |                          |
| 2006 | т/с | Метрополітен Опера      | The Metropolitan Opera HD Live |                          |
| 2007 | т/ф | Сила долі               | La forza del destino           |                          |

## Нагороди
| Рік                              | Категорія                                   | Номінант                                                    | Результат |
| -------------------------------- | ------------------------------------------- | ----------------------------------------------------------- | --------- |
| Премія Європейської кіноакадемії |                                             |                                                             |           |
| 1990                             | Найкращий європейський художник-постановник | Сірано де Бержерак (спільно з Франкою Скуарчапіно, костюми) | Перемога  |
| Премія «Сезар»                   |                                             |                                                             |           |
| 1991                             | Найкращі декорації                          | Сірано де Бержерак                                          | Перемога  |
| 1996                             | Найкращі декорації                          | Гусар на даху                                               | Номінація |
| Премія «Оскар»                   |                                             |                                                             |           |
| 1991                             | Найкращі декорації до фільму                | Сірано де Бержерак (спільно з Жаком Рукселем)               | Номінація |
| Премія BAFTA                     |                                             |                                                             |           |
| 1992                             | Найкраща робота художника-постановника      | Сірано де Бержерак                                          | Номінація |
| Премія «Давид ді Донателло»      |                                             |                                                             |           |
| 1992                             | Найкраща робота художника-постановника      | Ближній круг                                                | Номінація |
| Премія «Срібна стрічка»          |                                             |                                                             |           |
| 1992                             | Найкращі декорації                          | Сірано де Бержерак                                          | Перемога  |
| 1993                             | Найкращі декорації                          | Ближній круг                                                | Номінація |